# Veratrylalkohol
Veratrylalkohol (3,4-Dimethoxybenzylalkohol) leitet sich strukturell sowohl vom Benzylalkohol als auch vom Veratrol (o-Dimethoxybenzol) ab.
Er kann aus Veratrumaldehyd in methanolischer Lösung durch Reduktion mit Wasserstoff/Raney-Nickel bei Raumtemperatur und Normaldruck dargestellt werden.